# Iwan Iljitsch Filin
Iwan Iljitsch Filin (russisch Иван Ильич Филин, engl. Transkription Ivan Filin; * 10. März 1926 in Alexandrowka, Gouvernement Tula; † 2000) war ein russischer Marathonläufer, der für die Sowjetunion startete.
1952 kam er bei der Sowjetischen Meisterschaft auf den 13. Platz in 2:32:16 h. 1954 wurde er bei der sowjetischen Meisterschaft Fünfter in 2:31:40 h und gewann bei den Europameisterschaften in Bern Bronze in 2:25:27 h.
Im Jahr darauf wurde er Sowjetischer Meister in 2:23:10 h und siegte bei den Weltfestspielen der Jugend und Studenten in 2:28:42 h.
1956 verteidigte er seinen Sowjet-Titel mit seiner persönlichen Bestzeit von 2:20:06 h und wurde bei den Olympischen Spielen in Melbourne Siebter in 2:30:37 h.
1957 wurde er Sowjetischer Vizemeister in 2:21:39 h und gewann den Košice-Marathon in 2:23:58 h. Hinter Sergei Popow, der seinen Titel verteidigte, wurde er 1958 erneut Sowjetischer Vizemeister in 2:21:16 h; bei den Europameisterschaften in Stockholm wurde er ebenfalls Zweiter in 2:20:51 h hinter Popow, der mit 2:15:18 h eine Weltbestzeit aufstellte.